# هربرت باومان (نحات)
هربرت باومان (بالألمانية: Herbert Baumann)‏ (و. 1927 – 1990 م) هو نحات، وأستاذ جامعي ألماني، ولد في بلومبرغ، توفي في شتوتغارت، عن عمر يناهز 63 عاماً.